# Kohlenbahn Banovići
| 83-159 an der Verladestelle in Banovići |                         |                                               |                                               |
| Streckenlänge: | ca. 8 km                |                                               |                                               |
| Spurweite: | 760 mm (Bosnische Spur) |                                               |                                               |
| Zweigleisigkeit: | Oskova–Grivice          |                                               |                                               |
| |                         |                                               |                                               |
| \| \| \| Oskova obere Ebene, Kohlenwäsche \| \| \| \| \| Normalspurbhf. Banovići \| \| \| \| \| Oskova, untere Ebene, Übergang auf Normalspur \| \| \| \| \| \| \| \| \| \| Gleisstutzen Freilichtmuseum \| \| \| \| \| \| \| \| \| \| Banovići \| \| \| \| \| Verladestelle Banovići \| \| \| \| \| Depot und Hauptwerkstätte \| \| \| \| \| \| \| \| \| \| \| \| \| \| \| Verladestelle Grivice \| \| \| \| \| Verladestelle Turija \| \| |                         |                                               |                                               |
| Strecke · Betriebs-/Güterbahnhof Streckenanfang |                         | Oskova obere Ebene, Kohlenwäsche              | Oskova obere Ebene, Kohlenwäsche              |
| Betriebs-/Güterbahnhof Streckenende · Strecke |                         | Normalspurbhf. Banovići                       | Normalspurbhf. Banovići                       |
| Betriebs-/Güterbahnhof Streckenanfang · Strecke |                         | Oskova, untere Ebene, Übergang auf Normalspur | Oskova, untere Ebene, Übergang auf Normalspur |
| Strecke nach links · Abzweig geradeaus und von rechts |                         |                                               |                                               |
| Abzweig geradeaus und nach links |                         | Gleisstutzen Freilichtmuseum                  | Gleisstutzen Freilichtmuseum                  |
| Bahnübergang |                         |                                               |                                               |
| Dienststation / Betriebs- oder Güterbahnhof |                         | Banovići                                      | Banovići                                      |
| Dienststation / Betriebs- oder Güterbahnhof |                         | Verladestelle Banovići                        | Verladestelle Banovići                        |
| Betriebs-/Güterbahnhof Streckenanfang · Strecke |                         | Depot und Hauptwerkstätte                     | Depot und Hauptwerkstätte                     |
| Strecke nach links · Abzweig geradeaus und von rechts |                         |                                               |                                               |
| Bahnübergang |                         |                                               |                                               |
| Dienststation / Betriebs- oder Güterbahnhof |                         | Verladestelle Grivice                         | Verladestelle Grivice                         |
| Betriebs-/Güterbahnhof Streckenende |                         | Verladestelle Turija                          | Verladestelle Turija                          |

Die Kohlenbahn Banovići ist eine schmalspurige Montanbahn im Kanton Tuzla der Föderation Bosnien und Herzegowina. Sie verbindet mehrere Verladestellen des Braunkohlentagebaus bei Banovići mit einer zentralen Kohlenwäsche und Verladeanlage am Endpunkt der normalspurigen Bahnstrecke Brčko–Banovići. Sie ist die letzte Strecke des Landes in der sogenannten bosnischen Spurweite von 760 mm, die im kommerziellen Fahrbetrieb steht. Eine Verbindung zum umfangreichen jugoslawischen Streckennetz gleicher Spurweite bestand nicht.

## Geschichte

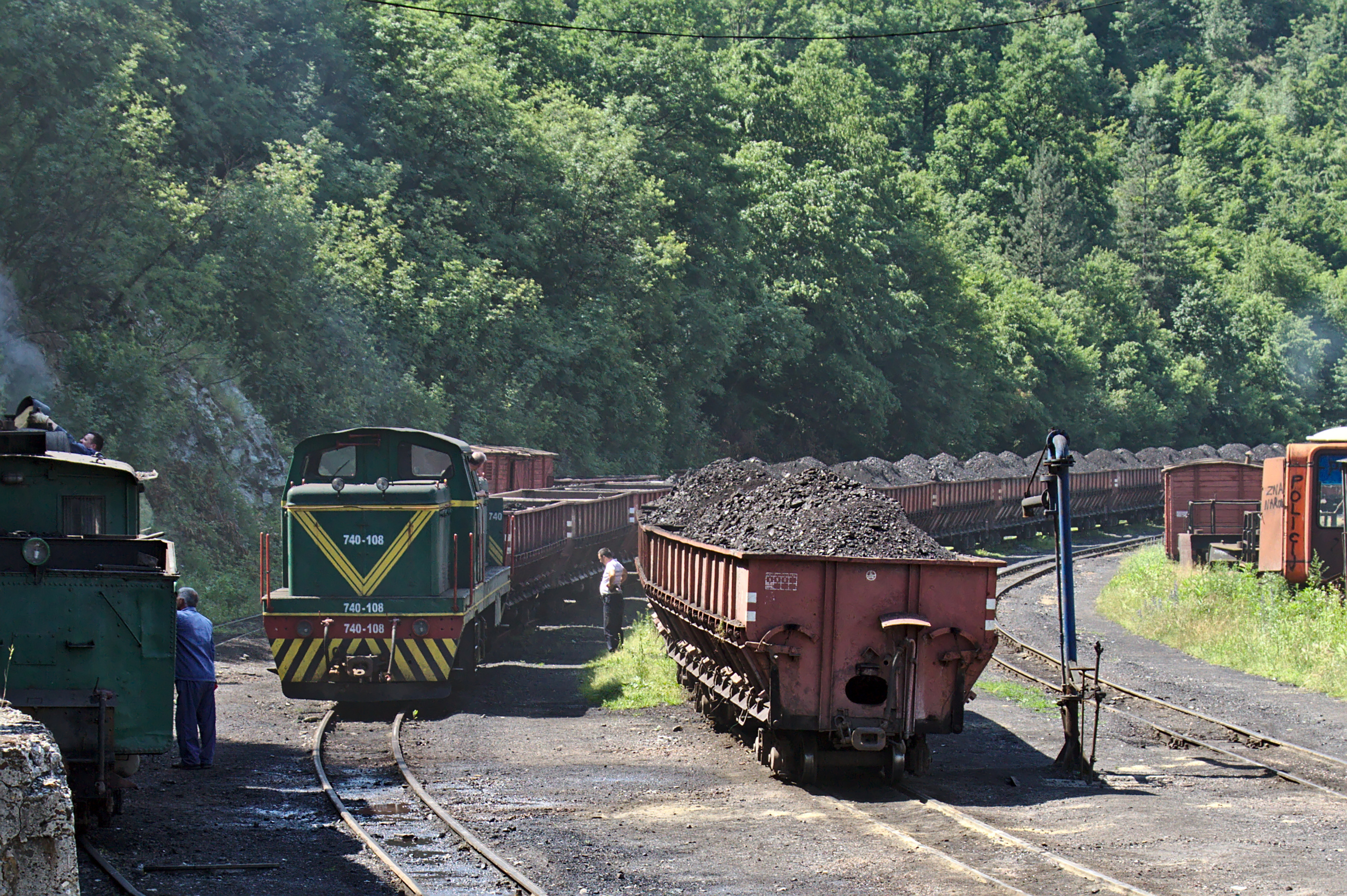
Kohlenzüge im Bahnhof Oskova

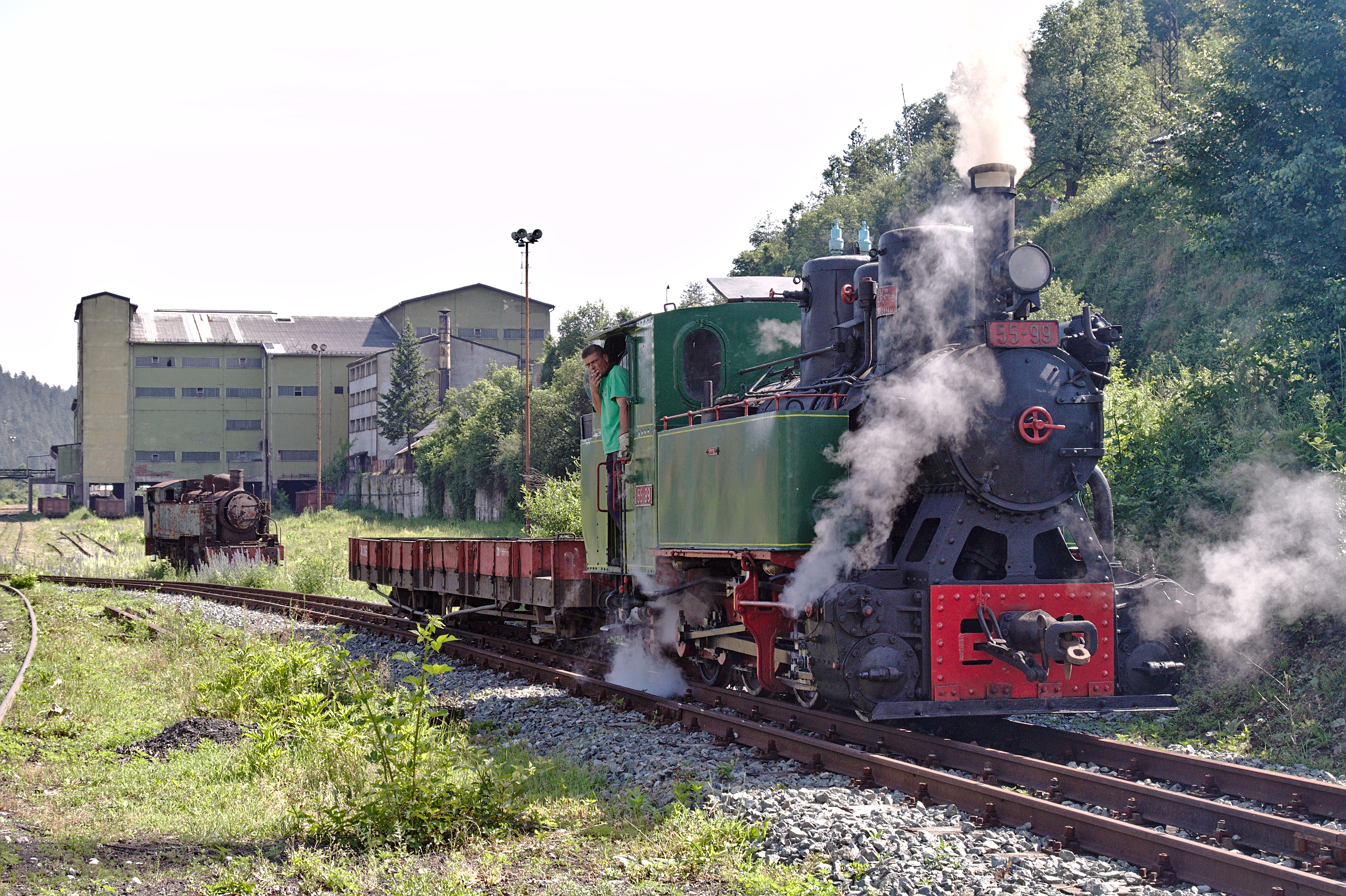
55-99 auf dem Verbindungsgleis zum Normalspurbahnhof, im Hintergrund die Verladeanlagen

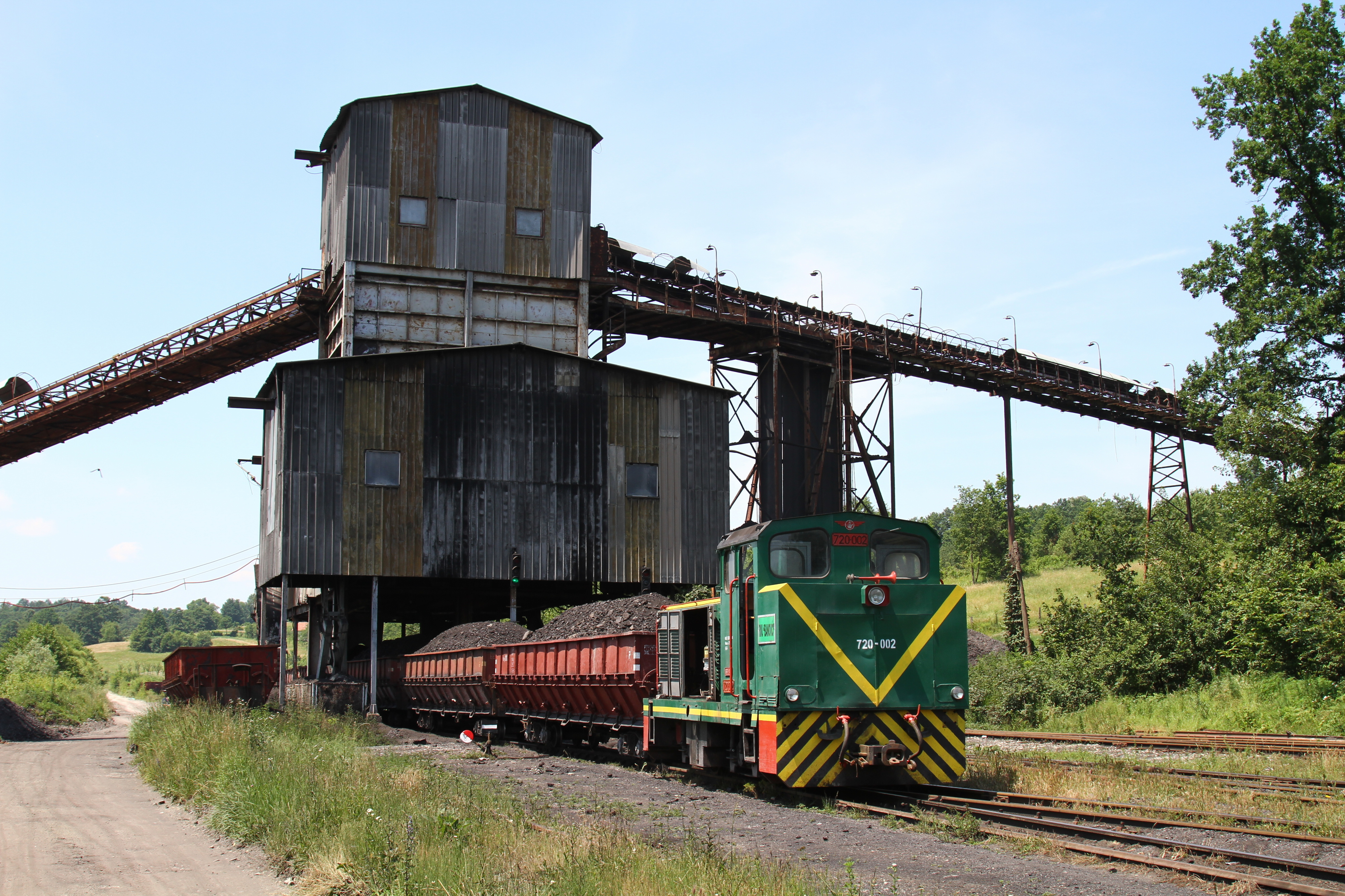
Beladung eines Zuges an der Verladestelle Grivice

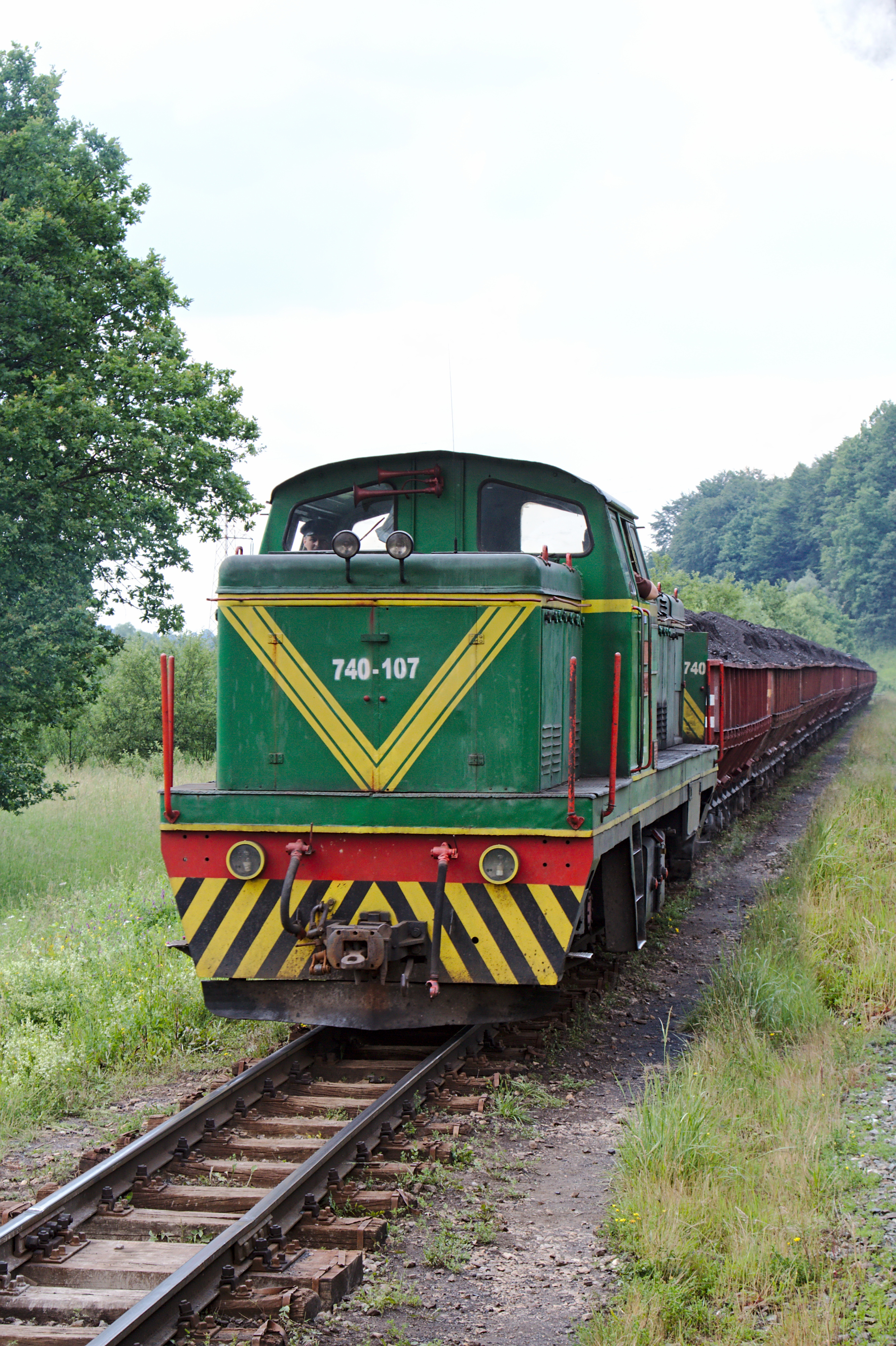
740-107 mit einem beladenen Produktionszug auf der Strecke

In Banovići wurde Braunkohle ab den 1930er-Jahren gefördert, dazu wurden bereits erste Bahnen in der Spurweite von 760 mm errichtet. Auch waren einige Waldbahnen gleicher Spurweite in der Region vorhanden, die als Zulieferer für Sägewerke dienten, aber spätestens im Zweiten Weltkrieg auch schon für Kohlentransporte genutzt wurden. Mit der Industrialisierung Jugoslawiens nach dem Krieg wurde die Kohlenförderung massiv ausgeweitet und es entstand um Banovići ein zusammenhängendes Netz von Schmalspurbahnen von ca. 40 Kilometern Länge. Die normalspurige Zubringerlinie aus Brčko wurde 1947 durch Jugendbrigaden errichtet, ebenso auch einige Abschnitte der Schmalspurbahnen. In Banovići wurde ein zentrales Depot mit Hauptwerkstätte gebaut. Vom Anschlussbahnhof an der Normalspur bis nach Banovići wurden auch Arbeiterzüge auf der Schmalspurbahn geführt.
Herzstück des Netzes war stets die zweigleisige Strecke zwischen der Kohlenwäsche Oskova, wo auch die Umladung auf die Normalspurbahn erfolgt, und der Verladestelle Grivice. Diese Hauptstrecke war nach Einstellung der Zweigstrecken und Waldbahnen als letztes Teilstück in den 1990er-Jahren noch in Betrieb verblieben. Während des Bosnienkrieges und auch nach dem Abkommen von Dayton spielte die Kohlenbahn eine tragende Rolle bei der Versorgung des Kraftwerks Tuzla und damit der Energieversorgung der Föderation Bosnien und Herzegowina. Weil es an Dieselkraftstoff mangelte, kamen wieder häufiger die Dampflokomotiven zum Einsatz. Zugleich erregten nun die Schmalspurbahn wie auch die Normalspurstrecke wegen ihrer Dampflokomotiven verstärkt die Aufmerksamkeit internationaler Eisenbahnfreunde. Immer häufiger wurden nun Sonderzüge von Reisegruppen gechartert.
2005 wurde die eingleisige Verlängerung der Strecke ab Grivice zur Verladestation Turija nach ungefähr einem Jahrzehnt des Stillstands wieder in Betrieb genommen.

## Tourismus und Zukunftspläne
Die Fotozüge für Eisenbahnfotografen bestehen in der Regel aus einer Lok der Reihe 83 und vier vierachsigen Kohlenwagen sowie, je nach Wetterlage, einem Flachwagen mit einigen Schwellen darauf als improvisierte Sitzbänke oder einem geschlossenen Güterwagen für die Passagiere. Mit diesem Zug werden an markanten Punkten entlang der Strecke Scheinanfahrten und Fotohalte inszeniert. Währenddessen findet auf dem zweiten Gleis der Planverkehr statt. Reiseveranstalter für Eisenbahntourismus bieten mehrfach solche Sonderfahrten auf der Kohlenbahn Banovići an. Die Betriebsleitung der Bahn hat die finanziellen Vorteile dieses Nebengeschäfts rasch erkannt und es ist eine konstruktive Zusammenarbeit zwischen Bahnbetrieb, Reiseveranstaltern und Eisenbahnfreunden zustande gekommen. 
Bereits 1998 konnte durch Kontakte in der Eisenbahnszene die Lokomotive 83-180 an die Feistritztalbahn verkauft und als Auftragsarbeit in der Hauptwerkstätte Banovići aufgearbeitet werden. Auch die beiden 83er der Šarganska osmica in Serbien erhielten Revisionen in Banovići. 2009 wurde die zuvor als Denkmal aufgestellte MÁVAG 55-99 wieder in Betrieb genommen und einige Personenwagen mit hölzernen Wagenkästen wurden aufgebaut, um dem touristischen Publikum abseits der Eisenbahnfotografen eine Mitfahrgelegenheit zu bieten.
Langfristig ist aus wirtschaftlichen Gründen die Ablösung der Schmalspurbahn durch ein Förderbandsystem zu erwarten, wie es innerhalb des Bergbaugebietes bereits verwendet wird. Die Stadt Banovići ist an einer touristischen Nutzung der Bahn interessiert und hat eine Studie zur touristischen Nachnutzung in Auftrag gegeben. Vorgeschlagen wird, eine der alten Waldbahnstrecken im Oskova-Tal als Ausflugsbahn wieder aufzubauen. In Banovići sollte ein Bergbau- und Eisenbahnmuseum errichtet werden. Errichtet wurde dort bereits ein kleines Freilichtmuseum, in dem einige Bergbaumaschinen und ein Kohlenzug bestehend aus einer ČKD-Lokomotive und Kohlenwagen älterer Bauart ausgestellt sind.

## Streckenbeschreibung
Die Kohlenbahn verläuft im Wesentlichen in Ost-West-Richtung. Das östliche Streckenende ist die Kohlenwäsche Oskova, am Hang oberhalb des normalspurigen Bahnhofs Banovići gelegen. Es besteht ein schmalspuriges Verbindungsgleis zum tiefer gelegenen Bahnhof. Die Strecke führt zweigleisig am Waldrand entlang zunächst an den Ortsanfang von Banovići und passiert hier erwähntes Freilichtmuseum. Im Ort befinden sich die erste der Verladeanlagen für die Rohkohle, die über Förderbänder aus dem Tagebaugelände heraus beschickt werden. Daran schließt das Gelände des Depots und der Hauptwerkstätte an. Mehrere zum Teil schon lange abgestellte Lokomotiven sind hier auf dem Freigelände als Ersatzteilspender gelagert. Hinter Banovići wird das Gelände etwas offener und bekommt einen eher dörflichen Charakter. Auffällige Landmarken sind in diesem Teilstück die Sendeanlagen auf dem Berg Vidikovac und das Minarett der Moschee von Grivice. Nach etwa fünf Kilometern endet die zweigleisige Strecke an der Verladestation Grivice. Ab hier verläuft die Strecke auf dem 2005 wieder in Betrieb genommenen Abschnitt eingleisig weiter zur Verladestelle Turija. Die Bahn verläuft kontinuierlich ansteigend und weist keine nennenswerten Hochbauten auf.
Sicherungstechnisch war die Kohlenbahn zunächst mit Flügelsignalen ausgestattet, die später durch Lichtsignale ersetzt wurden. Heute wird der Betrieb über Funk abgewickelt.

## Triebfahrzeuge
Der Fuhrpark der Kohlenbahn Banovići war äußerst vielfältig und bestand aus zahlreichen Lokomotivreihen unterschiedlichster Herkunft.
Unmittelbar nach dem Zweiten Weltkrieg kam eine Vielzahl verschiedener Industrie- und Werksbahntypen sowie von Waldbahnen stammende Lokomotiven zum Einsatz, darunter zahlreiche in den 1920er-Jahren gebaute Orenstein & Koppel-Dreikuppler, die rasch durch stärkere Typen ersetzt wurden. 1947 wurden mehrere Exemplare des MÁVAG-Typs 70 angeliefert, die bis Ende der 1970er-Jahre eingesetzt wurden. Nach dem Bruch mit der Sowjetunion 1948 und dem damit einhergehenden Handelsembargos der RGW-Staaten gegen Jugoslawien kam 1950 mit Porter erstmals ein Hersteller in den USA zum Zug. Insgesamt 15 amerikanische B-Kuppler mit Satteltank kamen auf den Schmalspurgleisen um Banovići zum Einsatz, von denen einige jedoch an andere Industriebetriebe abgegeben wurden. Zuvor im Jahr 1949 wurden aber noch zehn 250 PS starke Dreikuppler des Werkstyps 122-760CN/245 von ČKD ausgeliefert, da die tschechoslowakische Industrie dem Ruf Moskaus erst mit einiger Verzögerung gefolgt war. Einige davon befinden sich heute noch in Banovići, zwei davon in der Regel betriebsfähig.
Mit der sukzessiven Einstellung der Schmalspurbahnen in Bosnien-Herzegowina erwarb die Kohlenbahn ab den 1970er-Jahren auch von dort verfügbar gewordene Schmalspurlokomotiven der Staatsbahnen. Nach Einstellung der Steinbeisbahn 1975 kamen zwei Maschinen der JŽ-Reihe 1932–1937 nach Banovići. Die 1946 von Škoda gebauten Gebirgsbahn-Güterzugmaschinen waren die bislang leistungsstärksten Lokomotiven auf der Kohlenbahn. Ihnen folgten sieben Exemplare der Universal-Schlepptenderlokomotive Reihe 83, die alle aus der letzten, nach 1945 von Đuro Đaković gebauten Lieferserie stammten. Zwei davon sind gegenwärtig betriebsfähig (Stand 2018).
1984 erwarb die Kohlenbahn mit vier Stück der Reihe 740 ihre ersten Diesellokomotiven. Diese zum Zeitpunkt ihrer Abstellung im Jahr 1978 kaum zehn Jahre alten Loks erwiesen sich für den Streckendienst als gut geeignet, für den schweren Verschub an der Kohlenwäsche Oskova hielt man sich aber weiterhin einige Dampflokomotiven vorrätig. 1987 folgten zwei Neubaudieselloks unkonventioneller Konstruktion: Die beiden von MIN in Niš hergestellten vierachsigen Maschinen der Type DHL 450U waren gelenkig ausgeführt, sie erwiesen sich aber als äußerst fehleranfällig. Sie wurden daher nach wenigen Jahren zu drei zweiachsigen Verschublokomotiven mit der Reihenbezeichnung 720 umgebaut, die hauptsächlich an den Verladestellen zum Einsatz kommen.

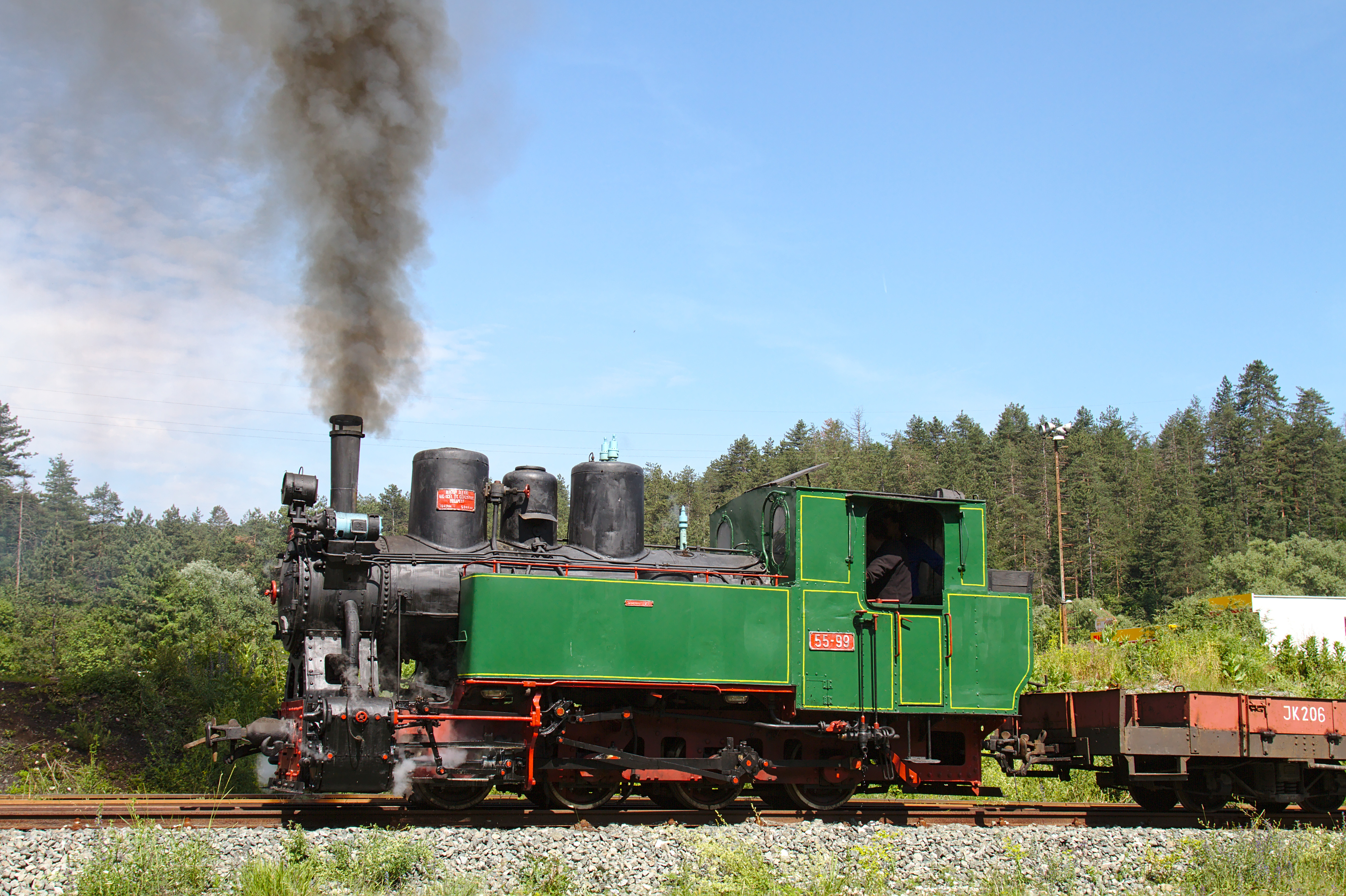
Die MÁVAG 55-99 (Bj. 1947) wurde als Museumslokomotive reaktiviert
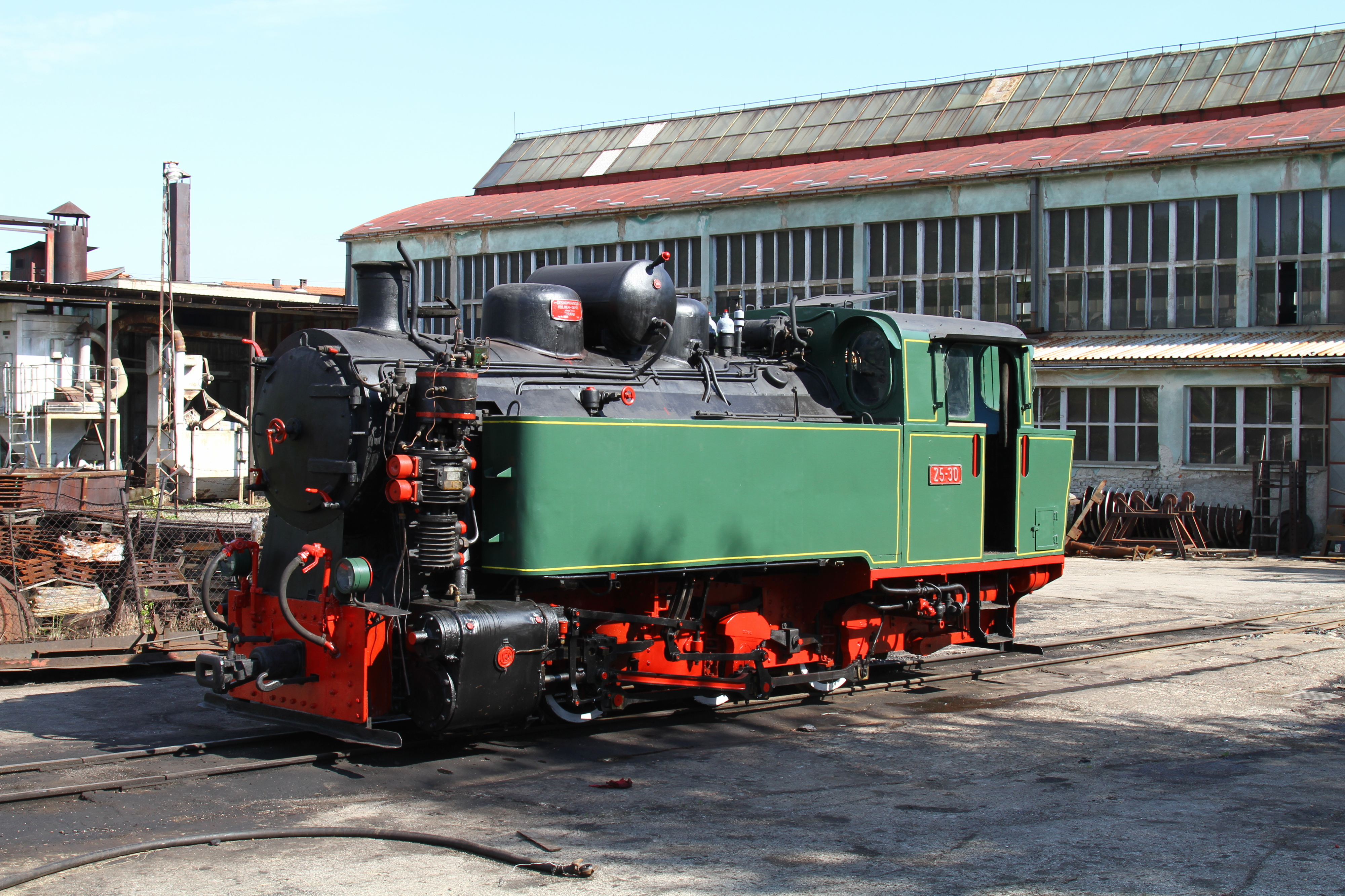
Die ČKD 25-30 stammt aus der Lieferung von 1949
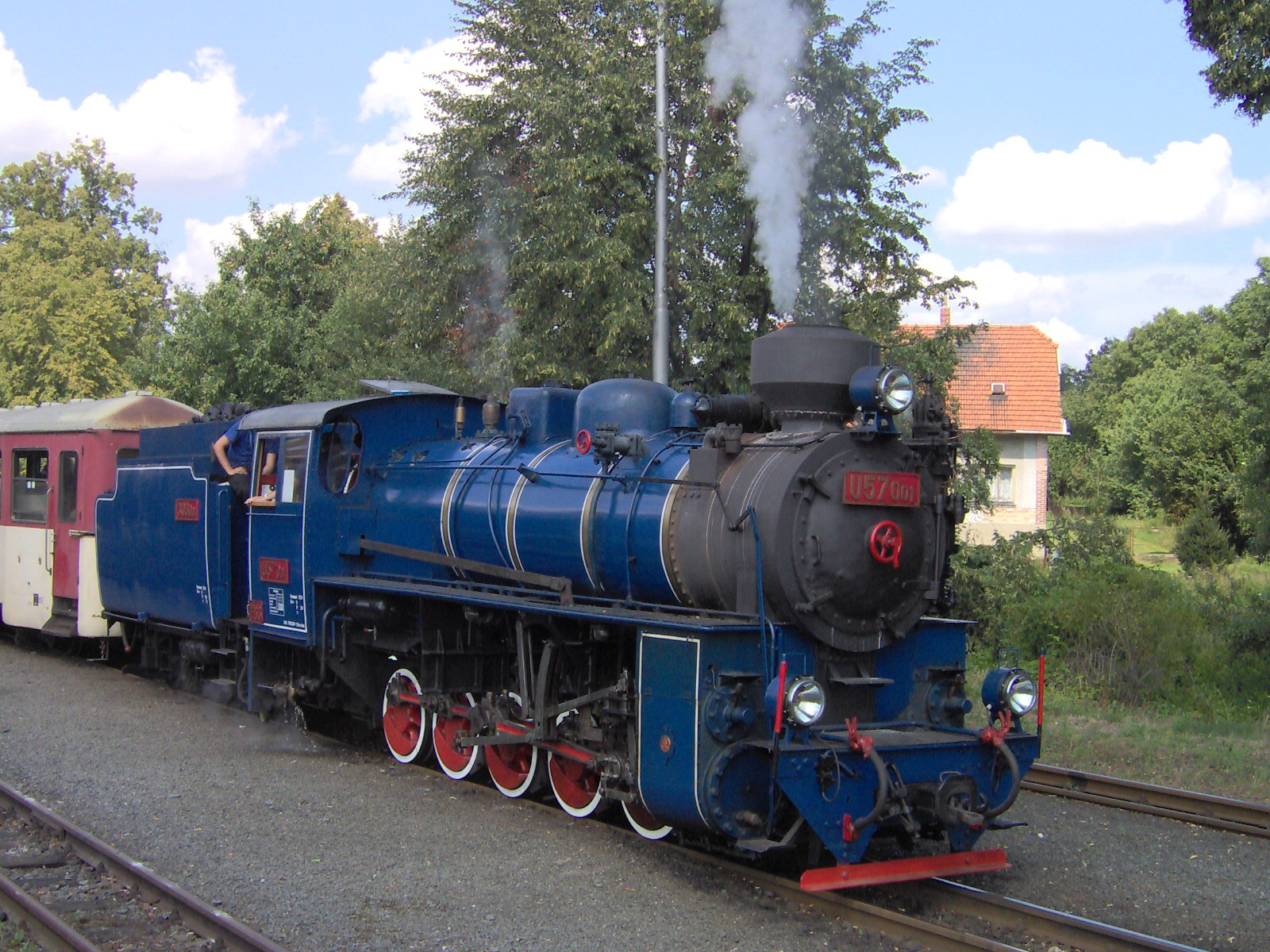
Die Škoda-Schlepptenderlok 1932 wurde an den Club 760 verkauft
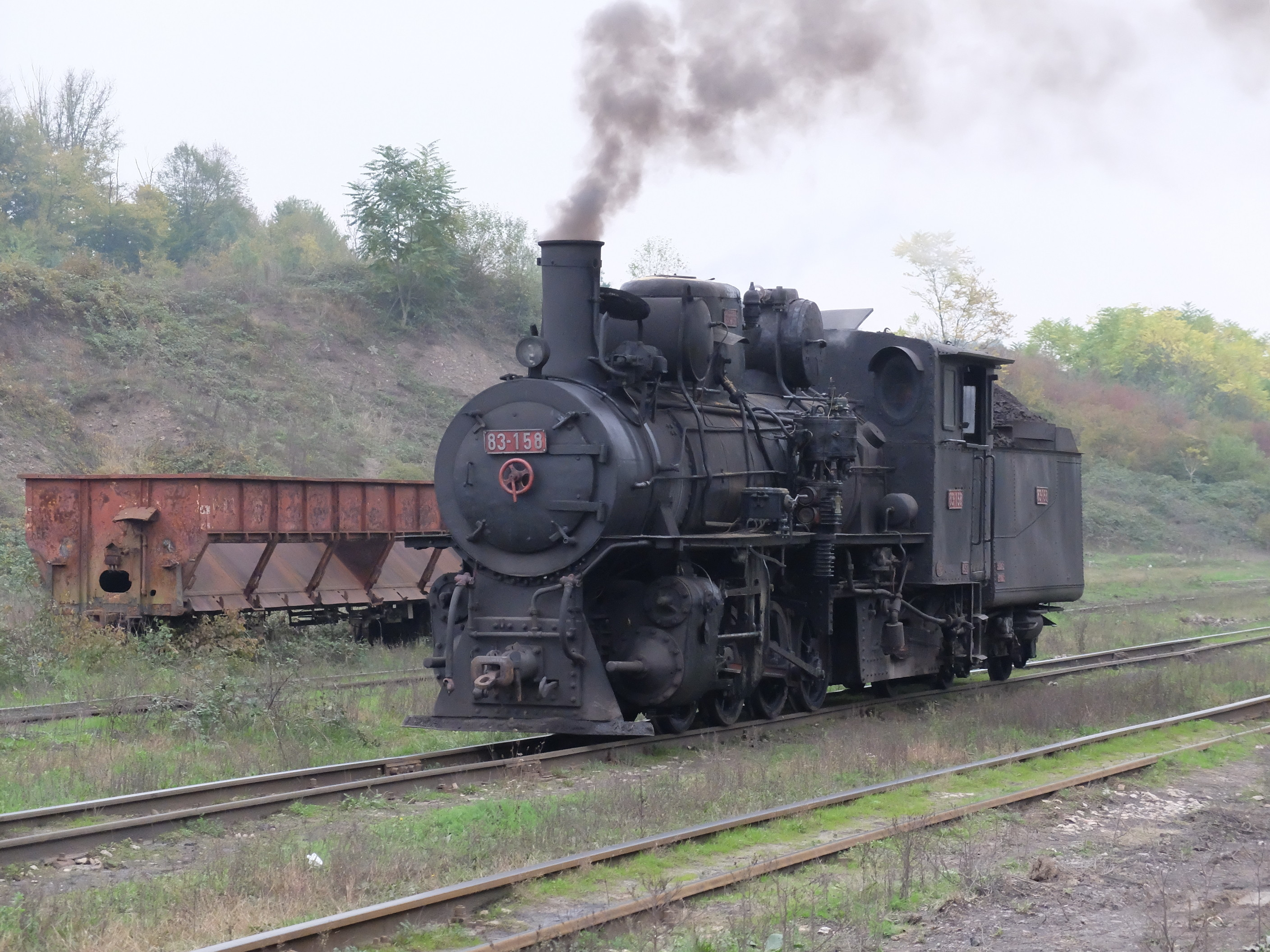
83-158, die beiden betriebsfähigen 83er in Banovići sind die letzten ihrer Reihe im kommerziellen Güterverkehr
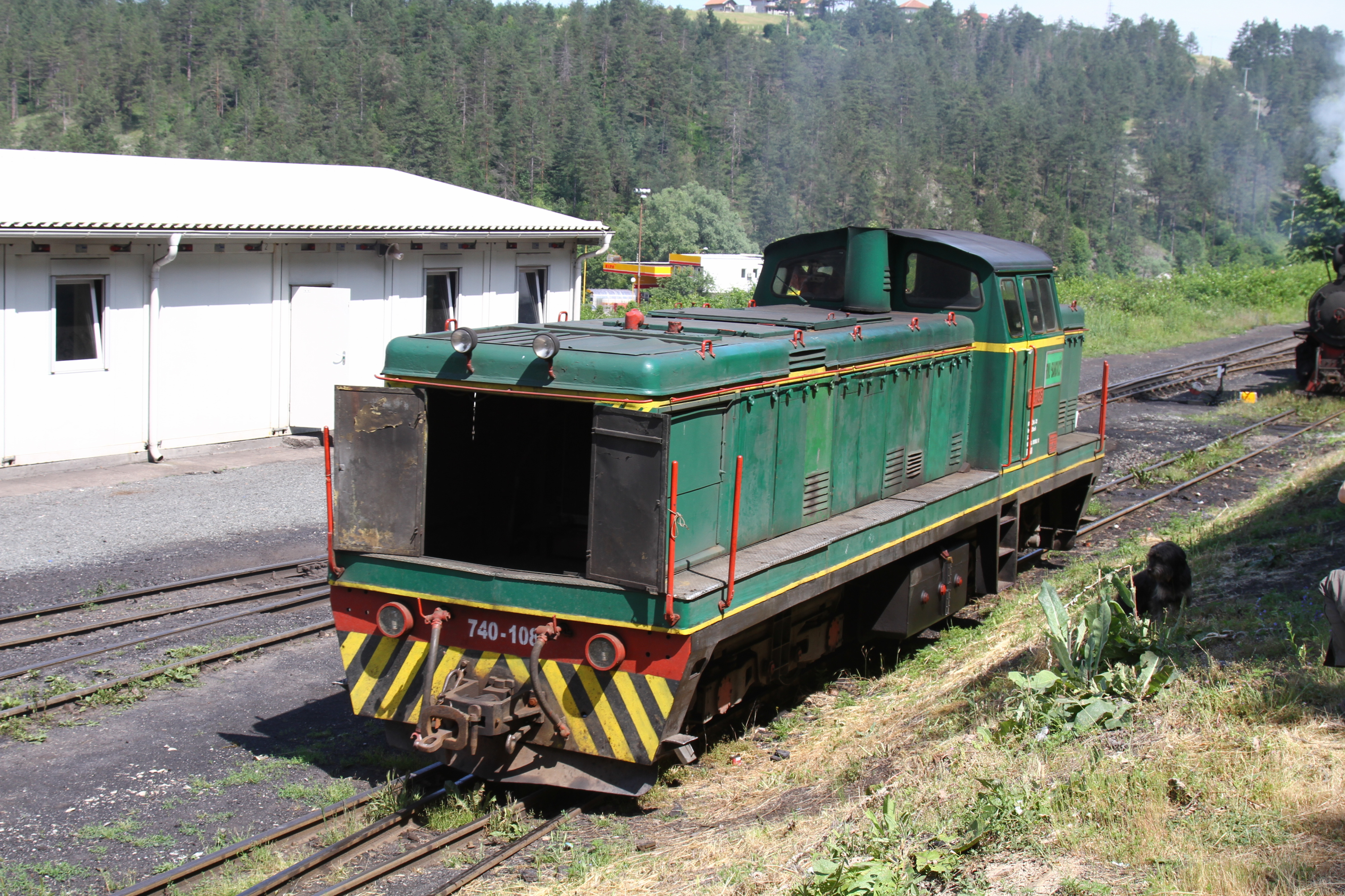
Die Dieselloks der Reihe 740 fahren zwecks besserer Kühlung stets mit geöffneten Vorbauten
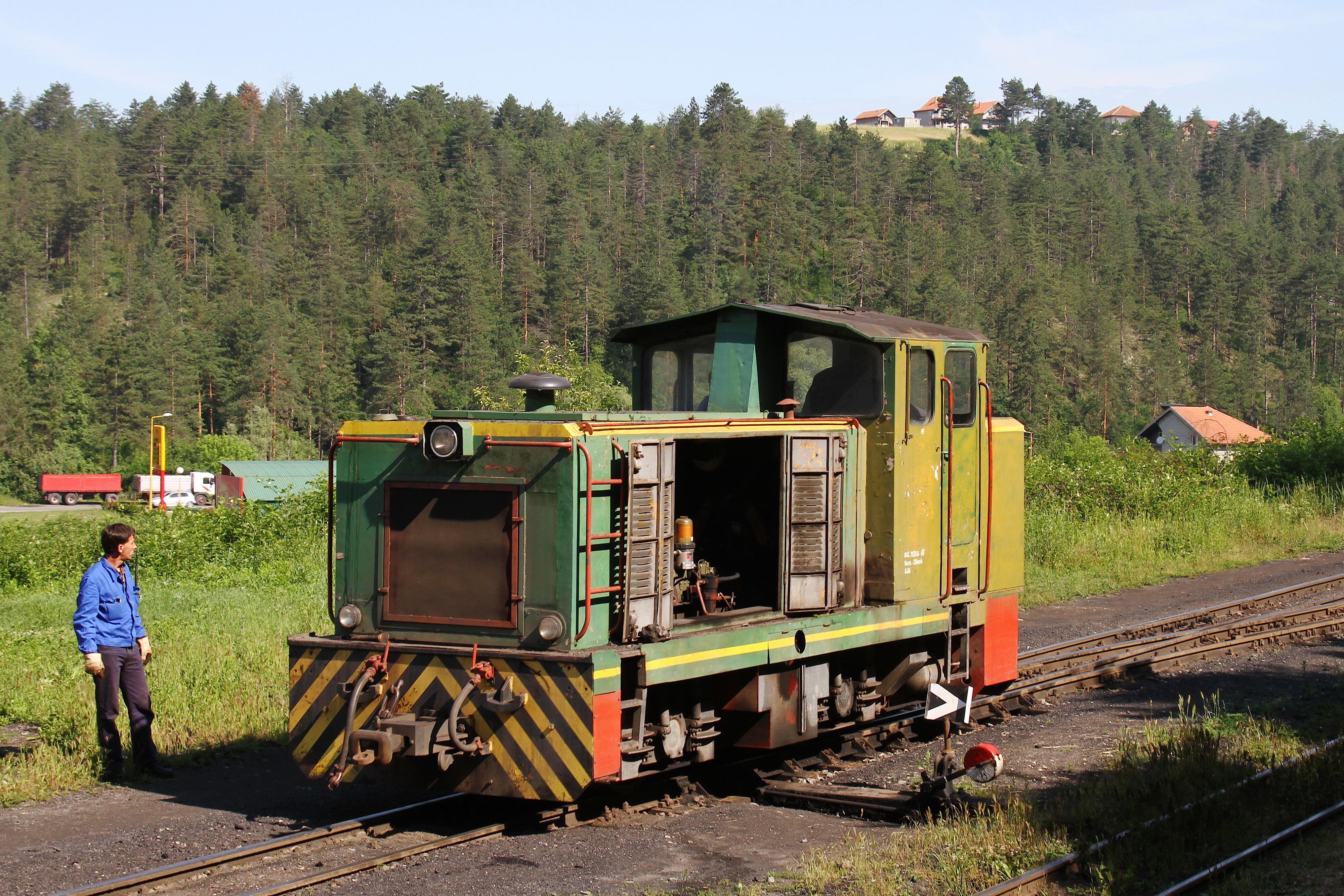
Die zweiachsige Verschublokomotive 720-001 in Oskova